# Stazione di Borgolombardo
Stazione di Borgolombardo vasútállomás Olaszországban, Lombardia régióban, San Giuliano Milanese településen.

## Vasútvonalak
Az állomást az alábbi vasútvonalak érintik:
- Milánó–Bologna-vasútvonal

## Kapcsolódó állomások
A vasútállomáshoz az alábbi állomások vannak a legközelebb:
- Stazione di San Giuliano Milanese (Stazione di Lodi, S1)
- Stazione di San Donato Milanese (Stazione di Saronno, S1)
- Stazione di San Giuliano Milanese (Stazione di Melegnano, S12)
- Stazione di San Donato Milanese (Stazione di Cormano-Cusano, S12)